# Nikołaj Krestinski

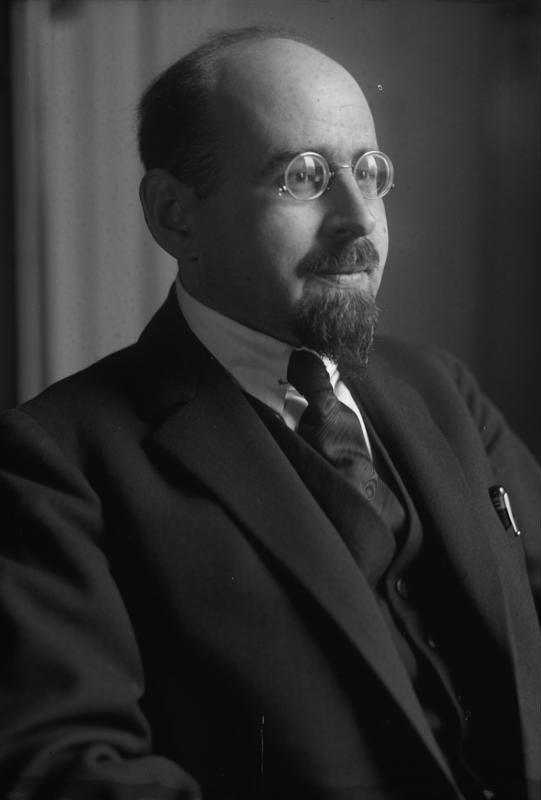
Nikołaj Krestinski

Nikołaj Krestinski, ros. Николай Николаевич Крестинский (ur. 13 października?/25 października 1883 w Mohylowie, zm. 15 marca 1938 w  miejscu egzekucji Kommunarka pod Moskwą) – rosyjski prawnik, rewolucjonista, działacz partii bolszewickiej, dyplomata. Ofiara "wielkiej czystki" w ZSRR.
Urodził się w rodzinie nauczyciela. Od 1903 w Socjaldemokratycznej Partii Robotniczej Rosji (frakcja bolszewików). W 1907 ukończył studia prawnicze na Uniwersytecie w Sankt Petersburgu i uzyskał uprawnienia adwokata. Po skończeniu studiów pracował w Petersburgu we frakcji socjaldemokratycznej Dumy. Współpracował z prasą bolszewicką, za co był represjonowany. Przez partię skierowany do pracy partyjnej w Wilnie, Witebsku, Kownie. Był członkiem komitetów miejskich partii w tych miastach. Po rewolucji lutowej 1917 i obaleniu caratu przewodniczący Uralskiego Komitetu Obwodowego SDPRR(b) i wiceprzewodniczący Komitetu Miejskiego SDPRR(b) w Jekaterynburgu. Na VI zjeździe SDPRR(b) wybrany zaocznie członkiem Komitetu Centralnego. W czasie rewolucji październikowej przewodniczący Komitetu Wojskowo-Rewolucyjnego w Jekaterynburgu. Czynnie uczestniczył we wprowadzaniu władzy sowieckiej na Uralu.
W końcu 1917 w Piotrogrodzie, członek kolegium komitetu Komisariatu Finansów RFSRR, komisarz Banku Narodowego. Od marca 1918 zastępca komisarza Banku Narodowego i jednocześnie komisarz ds. prawnych Piotrogrodzkiej Komuny Robotniczej i Związku Komun Północy. W l. 1918–1922 komisarz ludowy finansów RFSRR i jednocześnie 1919–1921 sekretarz KC Rosyjskiej Komunistycznej Partii (bolszewików). Od marca 1919 do marca 1921 członek pierwszego Biura Politycznego RKP(b). W sporze z opozycją robotniczą w kwestii roli związków zawodowych zwolennik Trockiego. W 1922 uczestnik konferencji w Hadze. Od października 1921 przedstawiciel pełnomocny (polpred) RFSRR w Niemczech, w latach 1922–1930 przedstawiciel pełnomocny (ambasador) ZSRR tamże. W 1927 dołączył do lewicowej opozycji w WKP(b) pod przywództwem Lwa Trockiego, z której zrezygnował w 1928. W l. 1930–1937 wicekomisarz spraw zagranicznych w Komisariacie Spraw Zagranicznych (NKID) ZSRR. Był członkiem Wszechrosyjskiego Centralnego Komitetu Wykonawczego RFSRR i członkiem Centralnego Komitetu Wykonawczego ZSRR. Podpisał pakt o nieagresji między Polską a ZSRR. 
W okresie "wielkiej czystki" 29 maja 1937 aresztowany przez NKWD, okrutnie torturowany w śledztwie. Podsądny pokazowego tzw. trzeciego procesu moskiewskiego przed Kolegium Wojskowym Sądu Najwyższego ZSRR (wraz z Nikołajem Bucharinem, Aleksiejem Rykowem i in.). Podczas procesu na posiedzeniu 2 marca 1938 odwołał publicznie "przyznanie się do winy" jako wymuszone torturami NKWD. Następnego dnia, po nocnej sesji tortur odwołał swoje oświadczenie. 13 marca 1938 uznany za winnego "udziału w organizacji kontrrewolucyjnej i szpiegostwie", skazany na śmierć. Rozstrzelany wraz z innymi skazanymi w procesie w miejscu egzekucji Kommunarka pod Moskwą, pochowany anonimowo.
Zrehabilitowany 8 czerwca 1963 postanowieniem Kolegium Wojskowego SN ZSRR.